# Jack Kirby
Jacob Kurtzberg, mais conhecido pelo nome artístico Jack Kirby, (Nova York, 28 de agosto de 1917 — Thousand Oaks, 6 de fevereiro de 1994) foi um renomado desenhista, arte-finalista, roteirista e editor de histórias em quadrinhos americano de ascendência austríaca, amplamente reconhecido como um dos maiores inovadores do meio e um dos mais prolíficos e influentes criadores. Ele cresceu em Nova York e aprendeu a desenhar traçando personagens de tiras de jornais e cartoons editoriais. Ele entrou para a indústria de quadrinhos nascente na década de 1930, desenhando vários quadrinhos sob diferentes pseudônimos, incluindo Jack Curtiss, antes de finalmente se decidir por Jack Kirby. Em 1940, ele e o escritor-editor Joe Simon criaram o bem-sucedido super-heróis Capitão América para a Timely Comics, predecessora da Marvel Comics. Durante a década de 1940, Kirby trabalhou regularmente com Simon, criando numerosos personagens para essa empresa e para a National Publications, atualmente conhecida como DC Comics.
Depois de servir na Segunda Guerra Mundial, Kirby produziu trabalhos para a DC, Harvey Comics, Hillman Periodicals e outras editoras. Na Crestwood Publications, ele e Simon criaram o gênero de quadrinhos românticos e mais tarde fundaram sua própria empresa de quadrinhos de curta duração, a Mainline Publications. Kirby esteve envolvido na sucessora da Timely na década de 1950, a Atlas Comics, que na década seguinte se tornou Marvel. Lá, na década de 1960, Kirby e o roteirista e editor Stan Lee cocriaram muitos dos principais personagens da companhia, incluindo o Quarteto Fantástico, os X-Men e o Hulk. Os títulos da dupla Lee-Kirby renderam altas vendas e aclamação da crítica, mas em 1970, sentindo-se tratado injustamente, em grande parte no domínio do crédito de autoria e dos direitos dos criadores, Kirby deixou a empresa para a rival DC.
Na DC, Kirby criou sua saga do Quarto Mundo, que abrangeu vários títulos de quadrinhos. Embora essas séries tenham sido comercialmente malsucedidas e tenham sido canceladas, o Quarto Mundo e os Novos Deuses continuaram sendo uma parte significativa do Universo DC. Kirby retornou à Marvel brevemente em meados da década de 1970, depois se aventurou na animação televisiva e nos quadrinhos independentes. Em seus últimos anos, Kirby, que tem sido chamado de "o William Blake dos quadrinhos", começou a receber grande reconhecimento na imprensa mainstream por suas conquistas na carreira, e em 1987 ele foi um dos três primeiros homenageados do Will Eisner Comic Book Hall of Fame. Em 2017, Kirby foi postumamente nomeada uma lenda da Disney com Lee por suas cocriações não apenas no campo da publicação, mas também porque essas criações formaram a base para a franquia de mídia financeira e criticamente bem-sucedida da Walt Disney Company, o Universo Cinematográfico Marvel.
Kirby foi casado com Rosalind Goldstein em 1942. Eles tiveram quatro filhos e permaneceram casados até sua morte por insuficiência cardíaca em 1994, aos 76 anos. Os próprios Jack Kirby Awards e o Jack Kirby Hall of Fame foram nomeados em sua homenagem, e ele é conhecido como The King ("O Rei") entre os fãs de quadrinhos por suas influentes contribuições na mídia.

## Juventude
Jack Kirby nasceu Jacob Kurtzberg em 28 de agosto de 1917, em 147 Essex Street, no Lower East Side de Manhattan, em Nova York, onde foi criado. Seus pais, Rose (Bernstein) e Benjamin Kurtzberg, eram imigrantes judeus austríacos, e seu pai ganhava a vida como operário de uma fábrica de roupas. Na juventude, Kirby desejou escapar de sua vizinhança. Ele gostava de desenhar e procurava lugares onde pudesse aprender mais sobre arte. Essencialmente autodidata, Kirby citou entre suas influências os artistas de quadrinhos Milton Caniff, Hal Foster e Alex Raymond, bem como cartunistas como C.H. Sykes, "Ding" Darling e Rollin Kirby. Ele foi rejeitado pela The Educational Alliance porque ele desenhou "muito rápido com o carvão", de acordo com Kirby. Mais tarde, ele encontrou uma saída para suas habilidades, desenhando cartuns para o jornal da Boys Brotherhood Republic, uma "cidade em miniatura" na East 3rd Street, onde crianças de rua dirigiam seu próprio governo.
Aos 14 anos, Kirby se matriculou no Instituto Pratt, no Brooklyn, onde ficou por apenas uma semana. "Eu não era o tipo de aluno que Pratt estava procurando. Eles queriam pessoas que trabalhassem em algo para sempre. Eu não queria trabalhar em qualquer projeto para sempre. Eu pretendia fazer as coisas".

## Entrada nos quadrinhos (1936-1940)

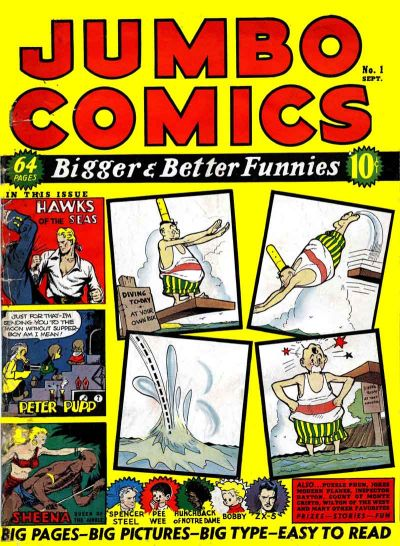
Capa de Jumbo Comics #1, setembro de 1936

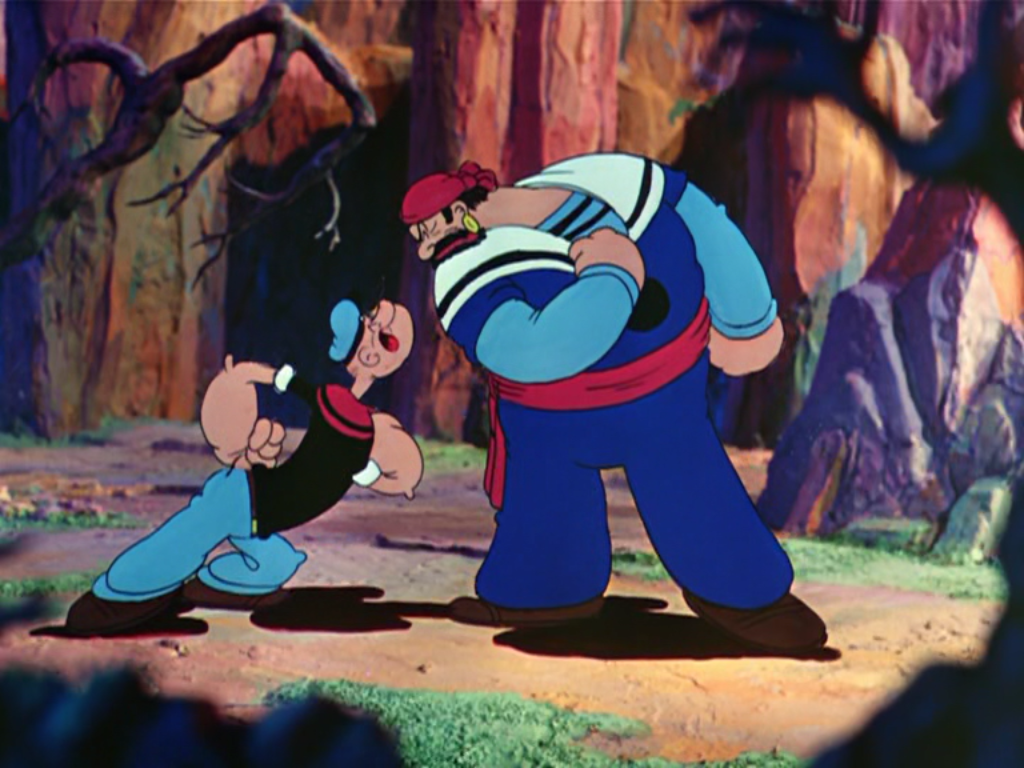
Jack Kirby foi intervalador nos desenhos do Popeye

Kirby entrou para o Lincoln Newspaper Syndicate em 1936, trabalhando tiras de jornal e em cartoons como Your Health Comes First !!! (usando o pseudônimo Jack Curtiss). Ele permaneceu até o final de 1939, quando começou a trabalhar para estúdio de animação Fleischer Studios como intervalador (um artista que preenche a ação entre grandes quadros de movimento) nos desenhos do Popeye. "Eu fui de Lincoln para Fleischer", lembrou ele. "De Fleischer, tive que sair às pressas porque não conseguia aguentar esse tipo de coisa", descrevendo-a como "uma fábrica em certo sentido, como a fábrica do meu pai. Eles fabricavam quadros".
Naquela época, a indústria americana de quadrinhos estava crescendo. Kirby começou a escrever e desenhar para o estúdio Eisner & Iger, uma das poucas empresas que criavam quadrinhos sob demanda para as editoras. Através dessa empresa, Kirby fez o que ele lembra como seu primeiro trabalho para uma revista em quadrinhos, publicando em Wild Boy Magazine.
Isso incluiu tiras como a aventura de ficção científica "The Diary of Dr. Hayward" (com o pseudônimo Curt Davis), o faroeste "Wilton of the West" (como Fred Sande), a aventura capa e espada "The Count of Monte Cristo". "(novamente como Jack Curtiss), e as humorísticas "Abdul Jones" (como Ted Gray) e "Socko the Seadog " (como Teddy), todos variadamente para a revista Jumbo Comics da Fiction House e outros clientes de Eisner-Iger.  Ele usou pela primeira vez o sobrenome Kirby como o pseudônimo de Lance Kirby em duas histórias de faroeste de "Lone Rider" em Famous Funnies #63-64 da Eastern Color Printing (outubro-novembro de 1939). Em última análise, ele se estabeleceu no pseudônimo de Jack Kirby porque isso o lembrava do ator James Cagney. No entanto, ele se ofendeu com aqueles que sugeriram que ele mudou seu nome para esconder sua herança judaica.

## Parceria com Joe Simon

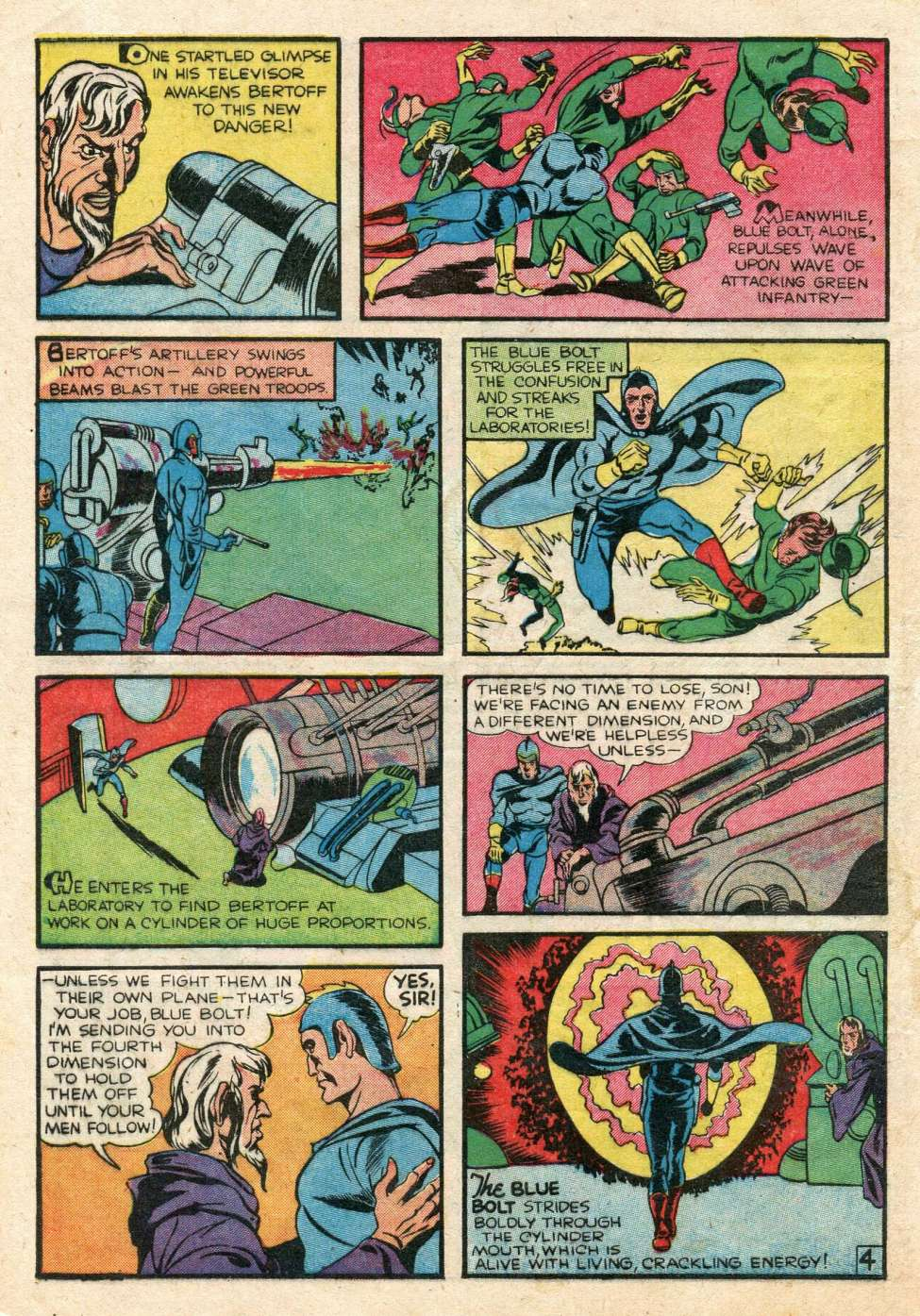
Página de Blue Bolt #5, Outubro de 1940, desenhos de Jack Kirby e arte-final de Joe Simon, Al Avison e Al Gabriele

Kirby mudou-se para a editora de revistas em quadrinhos e syndicate Fox Feature Syndicate, ganhando um salário razoável de US$ 15 por semana. Ele começou a explorar a narrativa dos super-heróis com a tira de jornal "The Blue Beetle", publicada de janeiro a março de 1940, estrelando um personagem criado pelo pseudônimo Charles Nicholas, um pseudônimo compartilhado por outros artistas que Kirby usou na tira durante três meses. Durante este tempo, Kirby conheceu e começou a colaborar com o cartunista e editor da Fox, Joe Simon, que além de seu trabalho de equipe continuou a ser freelancer. Simon relembrou em 1988: "Eu amava o trabalho de Jack e a primeira vez que o vi não pude acreditar no que estava vendo. Ele perguntou se poderíamos fazer algum trabalho de freelancer juntos. Fiquei encantado e o levei ao meu pequeno escritório. Nós trabalhamos desde a segunda edição do Blue Bolt até ... cerca de 25 anos".
Depois de deixar a Fox e colaborar na edição de estreia de Captain Marvel Adventures da Fawcett Comics ([março] 1941), o primeiro título solo para o super-herói previamente apresentado, e para o qual teve que seguir o estilo de C. C. Beck, a dupla foi contratada para trabalhar na editora Timely Comics (mais tarde conhecida como Marvel Comics), divisão de revistas pulps e revistas em quadrinhos de Martin Goodman. Ali Simon e Kirby criaram vários heróis:  Red Raven, Comet Pierce, Mercury, the Vision, Hurricane e Tuk the Cave-Boy. Simon e Kirby também criarão uma série que é imediatamente um enorme sucesso:, o super-herói patriota Capitão América no final de 1940.  As perspectivas dinâmicas de Kirby, as técnicas cinematográficas, seu uso de quebrar quadros sequenciais e um exagerado senso de ação fez do título um sucesso imediato, reescrevendo as regras das histórias em quadrinhos. Simon, que se tornou o editor da empresa, com Kirby como diretor de arte, disse que negociou com Goodman para dar à dupla 25 por cento dos lucros da revista. A primeira edição de Captain America Comics, lançada no início de 1941, esgotou em alguns dias, e a tiragem do segundo número foi de mais de um milhão de cópias. O sucesso do título estabeleceu a equipe como uma notável força criativa na indústria. Depois que o primeiro número foi publicado, Simon pediu a Kirby que se juntasse à equipe Timely como diretor de arte da empresa.
Com o sucesso do personagem do Capitão América, Simon disse que achava que Goodman não estava pagando a dupla a porcentagem prometida de lucros, e então buscou trabalho para os dois na National Publications (mais tarde conhecida como DC Comics). Kirby e Simon negociaram um acordo que lhes pagaria um total de US$ 500 por semana, ao contrário dos US$ 75 e US$ 85 que eles ganharam respectivamente na Timely. A dupla temia que Goodman não os pagasse se descobrisse que eles estavam se mudando para a National, mas muitas pessoas sabiam de seu plano, incluindo o assistente editorial da Timely, Stan Lee. Quando Goodman finalmente descobriu, ele disse a Simon e Kirby para sair depois de terminar o trabalho em Captain America Comics #10.
Kirby e Simon passaram suas primeiras semanas na National tentando criar novos personagens enquanto a empresa buscava a melhor forma de utilizar a dupla. Depois de algumas contribuições como ghost artists, Jack Liebowitz, da National, disse-lhes para "fazer o que vocês quiserem". A dupla então reformulou o Sandman em Adventure Comics e criou o super-herói Manhunter. Em julho de 1942, eles começaram a série Boy Commandos. A sequência da série de "gangue de garotos" de mesmo nome, lançada no mesmo ano, foi a primeira da dupla na editora que ganhou um título próprio. A revista vendeu mais de um milhão de cópias por mês, tornando-se o terceiro título mais vendido da National. Eles marcaram um sucesso com uma gangues de meninos e meninas, a Newsboy Legion, apresentada em Star-Spangled Comics. Em 2010, o escritor e executivo da DC Comics, Paul Levitz observou que "como Jerry Siegel e Joe Shuster, a equipe criativa de Joe Simon e Jack Kirby era uma marca de qualidade e um histórico comprovado".

## Segunda Guerra Mundial (1943-1945)
Com a Segunda Guerra Mundial em andamento, Liebowitz esperava que Simon e Kirby fossem convocados, por isso pediu aos artistas que criassem um inventário de material a ser publicado na ausência deles. A dupla contratou escritores, arte-finalistas, letrista e coloristas para criar um ano de material. Kirby foi convocado para o exército dos Estados Unidos em 7 de junho de 1943. Após o treinamento básico em Camp Stewart, perto de Savannah, Geórgia, ele foi designado para a Companhia F do 11º Regimento de Infantaria. Ele desembarcou na praia de Omaha, na Normandia, em 23 de agosto de 1944, dois meses e meio após o Dia D, embora as reminiscências de Kirby fizessem sua chegada apenas 10 dias depois. Kirby lembrou que um tenente, aprendendo que o artista de quadrinhos Kirby estava em seu comando, fez dele um batedor que avançaria para as cidades e desenharia mapas e imagens de reconhecimento, uma missão extremamente perigosa.

## Carreira pós-Guerra (1946-1955)

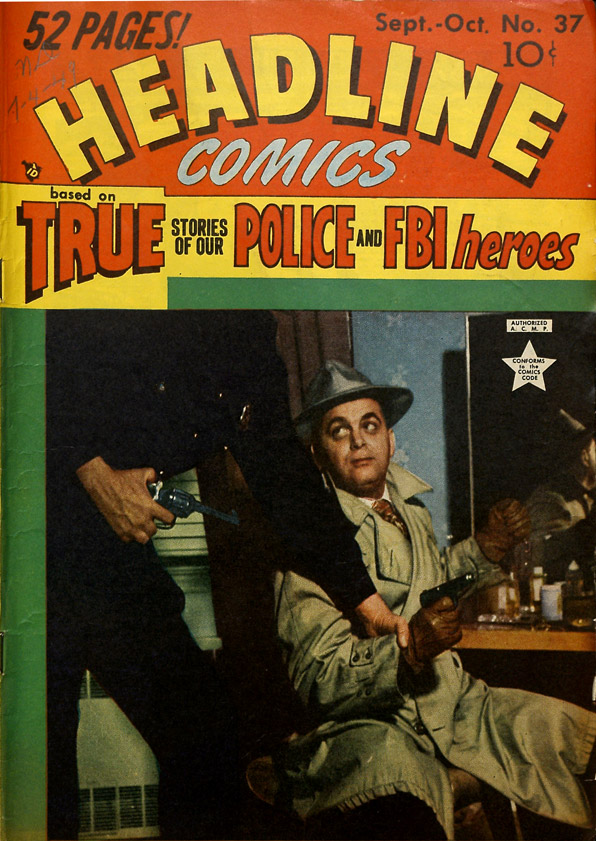
Jack Kirby e Joe Simon em capa de Headline Comics vol.5 37, Setembro-Outubro de 1949

Depois da guerra, Simon arranjou trabalho para Kirby e ele mesmo na Harvey Comics, onde, no início dos anos 1950, a dupla criou títulos como a aventura de gangues Boy Explorers Comics, o grupo Western Boys, o super-herói cômico Stuntman, e, a com a moda dos filmes 3D, o Captain 3-D. Simon e Kirby, trabalharam como freelancer para Hillman Periodicals (na revista policial Real Clue Crime) e para a Crestwood Publications (Justice Traps the Guilty).
A equipe encontrou seu maior sucesso no período pós-guerra, criando quadrinhos românticos. Simon, inspirado em histórias [confessionais da revista True Story da Macfadden Publications, transplantou a ideia para histórias em quadrinhos e, com Kirby, criou um o primeiro número de Young Romance. Mostrando ao gerente geral da Crestwood, Maurice Rosenfeld, Simon pediu 50% dos lucros da revista. Os editores da Crestwood, Teddy Epstein e Mike Bleier, concordaram, estipulando que os criadores não receberiam dinheiro adiantado. Young Romance # 1 (outubro de 1947) "tornou-se o maior sucesso de Jack e Joe em anos". O título pioneiro vendeu impressionantes 92% de sua tiragem, inspirando Crestwood a aumentar a tiragem da terceira edição para triplicar o número inicial de cópias. Inicialmente publicado bimestralmente, Young Romance logo se tornou um título mensal e produziu o spin-off Young Love - juntos os dois títulos venderam dois milhões de cópias por mês, segundo Simon - mais tarde vieram, Young Brides e In Love, esta última com longas histórias de romance ". Young Romance gerou dezenas de imitadores de editoras como Timely, Fawcett, Quality e Fox Feature Syndicate. Apesar do excesso, os títulos românticos de Simon e Kirby continuaram a vender milhões de cópias por mês.
Amargurados com a nova versão da Timely Comics, a Atlas Comics, que havia relançado o Capitão América em uma nova série em 1954, Kirby e Simon criaram o Fighting American. Simon lembrou: "Nós pensamos em mostrar-lhes como fazer o Capitão América". Enquanto o gibi inicialmente retratou o protagonista como um herói dramático anticomunista, Simon e Kirby transformaram a série em uma sátira de super-heróis com a segunda edição, no rescaldo das audiências entre o Exército e McCarthy e a reação pública contra a caça aos vermelhos pelo Senador Joseph McCarthy.

## Pós-Simon (1956–1957)
A pedido de um vendedor da Crestwood, Kirby e Simon lançaram sua própria editora de quadrinhos, a Mainline Publications, garantindo um acordo de distribuição com a Leader News no final de 1953 ou início de 1954, sublocando o espaço da Harvey Publications, do amigo Al Harvey, na Broadway. Mainline, que existiu de 1954 a 1955, publicou quatro títulos: o faroeste Bullseye: Western Scout; os quadrinhos de guerra Foxhole, porque a EC Comics e a Atlas Comics estavam tendo sucesso com os quadrinhos de guerra, mas promovendo os deles como sendo escritos e desenhados por veteranos de verdade; In Love, porque seu romance em quadrinhos Young Love ainda estava sendo amplamente imitado; e a revista policial Police Trap, que afirmava basear-se em relatos genuínos de agentes da lei. Depois que a dupla rearranjou e republicou páginas de uma antiga história da Crestwood em In Love, Crestwood se recusou a pagar a equipe, que procurou uma auditoria das finanças de Crestwood. Após a revisão, o advogado da dupla declarou que a empresa lhes devia 130 000 dólares pelo trabalho realizado nos últimos sete anos. Crestwood pagou US$ 10 000, além de seus pagamentos atrasados recentes. A parceria entre Kirby e Simon ficou tensa. Simon deixou a indústria para uma carreira em publicidade, enquanto Kirby continuou a ser freelancer. "Ele queria fazer outras coisas e eu fiquei com os quadrinhos", recordou Kirby em 1971. "Tudo bem. Não havia razão para continuar a parceria e nos desfazermos a amizade".
A essa altura, em meados da década de 1950, Kirby fez um retorno temporário à antiga Timely Comics, na época conhecida como Atlas Comics, a antecessora direta da Marvel Comics. O arte-finalista Frank Giacoia havia abordado o editor-chefe Stan Lee para trabalhar e sugeriu que ele poderia "pegar Kirby aqui para desenhar algumas coisas". Enquanto freelancer para a National Publications, a futura DC Comics, Kirby desenhou 20 histórias para a Atlas de 1956 a 1957: Começando com o "Mine Field" de cinco páginas em Battleground # 14 (novembro de 1956), Kirby desenhou e em alguns casos assinou (com sua esposa, Roz) e escreveu histórias do herói de faroeste Black Rider, para o vilão Garra Amarela, que se parecia com Fu Manchu de Sax Rohmer, e muito mais. Mas, em 1957, problemas de distribuição causaram a "implosão do Atlas", que resultou na queda de várias séries e na não atribuição de material novo por muitos meses. Seria no ano seguinte antes de Kirby retornar à nascente Marvel.
Para a DC, por volta dessa época, Kirby co-criou com os roteiristas Dick e Dave Wood o quarteto de aventuras sem superpoderes, os Desafiadores do Desconhecido em Showcase #6 (fevereiro de 1957), enquanto contribuía para antologias como House of Mystery.  Durante 30 meses trabalhando como freelancer no DC, Kirby desenhou pouco mais de 600 páginas, incluindo 11 histórias de seis páginas do Arqueiro Verde em  World's Finest Comics e Adventure Comics que, em uma raridade, Kirby assinou. Kirby reformulou o arqueiro como um herói de ficção científica, afastando-o de suas raízes, onde seguia a fórmula Batman, mas no processo alienando o cocriador do Arqueiro Verde, Mort Weisinger.
Ele começou a desenhar Sky Masters of the Space Force, uma tira de jornal, escrita pelos irmãos Dick e Dave Wood e inicialmente ilustrada por Wally Wood, que apesar do nome, não possuía nenhum parentesco com os irmãos. Kirby deixou a National Comics Publications devido, em grande parte, a uma disputa contratual na qual o editor Jack Schiff, que estava envolvido em fazer com que Kirby e os irmãos Wood participassem de Sky Masters, afirmou que era devido a parte de Kirby dos lucros da tira. Schiff processou Kirby com sucesso. Alguns editores da DC criticaram-no sobre os detalhes da arte, como não desenhar "os cadarços das botas de um cavaleiro" e mostrar um nativo americano "montando seu cavalo do lado errado".

## Marvel Comics na Era de Prata (1958–1970)

Os super-heróis da Marvel lançados nos anos 60.

Vários meses depois, depois de sair da DC, Kirby começou a trabalhar como freelancer regularmente para a Atlas apesar de ter sentimentos negativos sobre Lee (o primo da esposa do editor Timely, Martin Goodman), que Kirby acreditava ter revelado a Timely nos anos 1940 que ele e Simon estavam secretamente trabalhando em um projeto para National. Kirby passava de 12 a 14 horas diárias em sua mesa de desenho em casa, produzindo de quatro a cinco páginas de ilustrações por dia. Seu primeiro trabalho publicado na Atlas foi a capa e a história de sete páginas ""I Discovered the Secret of the Flying Saucers" (Eu descobri o segredo dos discos voadores) em Strange Worlds # 1 (dezembro de 1958). Inicialmente com Christopher Rule como seu arte-finalista regular, e mais tarde Dick Ayers, Kirby desenhou todos os gêneros, de quadrinhos românticos a quadrinhos de guerra, policiais e faroestes, mas fez sua marca principalmente com uma série de fantasia sobrenatural e histórias de ficção científica com gigantescos monstros similares aos filmes drive in com nomes como Groot, the Thing from Planet X (A coisa do Planeta X); Grottu, King of the Insects; (Rei dos Insetos) e Fin Fang Foom para as s antológicas da empresa, como Amazing Adventures, Strange Tales, Tales to Astonish, Tales of Suspense, e World of Fantasy. Seus designs bizarros de criaturas poderosas e sobrenaturais provaram ser um sucesso entre os leitores. Além disso, ele trabalhou como freelancer para a Archie Comics por volta dessa época, reunindo-se brevemente com Joe Simon para ajudar a desenvolver a série The Fly e The Double Life of Private Strong. Além disso, Kirby desenhou algumas edições da revista Classics Illustrated.
Foi na Marvel que, em colaboração com o escritor e editor-chefe Stan Lee, Kirby bateu seu passo mais uma vez nos quadrinhos de superaventura, começando com o Quarteto Fantástico #1 (novembro de 1961). A histórica série  tornou-se um sucesso que revolucionou a indústria com seu naturalismo comparativo e, eventualmente, um alcance cósmico informado pela imaginação aparentemente ilimitada de Kirby - um bem combinado com a cultura jovem em expansão da consciência dos anos 60. Por quase uma década, Kirby forneceu o estilo da casa da Marvel, cocriando com Stan Lee muitos dos personagens da Marvel e projetando seus motivos visuais.
Destaques da colaboração de Lee e Kirby incluem também o Hulk, Thor, Homem de Ferro, os X-Men originais, Doutor Destino, Uatu, o Vigia, Magneto, Ego, o Planeta vivo, os Inumanos e sua cidade secreta de Attilan, e o Pantera Negra, primeiro super-herói negro dos quadrinhos, e sua nação afrofuturista, Wakanda. Inicialmente, Kirby foi designado para escrever a primeira história do Homem-Aranha, mas quando ele mostrou a Lee as primeiras seis páginas, Lee lembrou: "Eu odiei o jeito que ele estava fazendo! Não que ele tenha feito mal - simplesmente não era o personagem". Eu queria, era muito heroico". Lee então se voltou para Steve Ditko para desenhar a história que apareceria em Amazing Fantasy #15, para o qual Kirby, no entanto, desenhou a capa. Lee e Kirby reuniram vários de seus personagens recém-criados no título The Avengers e reviveram personagens da Era de ouro como o Namor e o Capitão América.

Capa de Fantastic Four #72. Arte de Jack Kirby e Joe Sinnott demostrando o uso da técnica Kirby Krackle.

A história frequentemente citada como a melhor realização de Lee e Kirby é a trilogia de três partes Galacuts Trilogy que começou em Fantastic Four #48 (março de 1966), narrando a chegada de Galactus, um gigante cósmico que queria devorar o planeta e seu arauto, o Surfista Prateado. Fantastic Four #48 foi escolhida como vigésima quarta na pesquisa 100 Greatest Marvels of All Time pelos leitores da Marvel em 2001. O editor Robert Greenberger escreveu em sua introdução à história que "Quando o quarto ano do Quarteto Fantástico chegou ao fim, Stan Lee e Jack Kirby pareciam estar apenas se aquecendo. Em retrospecto, talvez tenha sido o período mais fértil de qualquer título mensal durante a Era Marvel". O historiador de quadrinhos Les Daniels observou que" os elementos místicos e metafísicos que assumiu a saga eram perfeitamente adequados ao gosto dos jovens leitores nos anos 1960 ", e Lee logo descobriu que a história era uma das favoritas nos campi universitários. Lee e o desenhista John Buscema lançaram a série The Silver Surfer em agosto de 1968. Kirby continuou a expandir os limites da mídia, concebendo capas e interiores de fotos-colagem, desenvolvendo novas técnicas de desenho, como o método para representar campos de energia agora conhecidos como "Kirby Krackle", e outros experimentos.
Em 1968 e 1969, Joe Simon estava envolvido em litígio com a Marvel Comics sobre a posse do Capitão América, iniciada pela Marvel depois que Simon registrou a renovação dos direitos autorais do Capitão América em seu próprio nome. De acordo com Simon, Kirby concordou em apoiar a empresa no litígio e, como parte de um acordo que Kirby fez com o editor Martin Goodman, assinou com a Marvel todos os direitos que ele poderia ter para o personagem.
Ao mesmo tempo, Kirby ficou cada vez mais insatisfeito com o trabalho na Marvel, por razões que o biógrafo de Kirby, Mark Evanier, sugeriu que o ressentimento pela proeminência da mídia de Lee, a falta de controle criativo total, a irritação com as promessas do editor Martin Goodman e a frustração sobre a falha da Marvel em creditá-lo especificamente por sua trama e por suas criações e co-criações. Ele começou a escrever e desenhar algumas histórias secundários para a Marvel, como "The Inhumans" em Amazing Adventures, volume 2, bem como histórias de horror para a antologia Chamber of Darkness, e recebeu todo o crédito; mas em 1970, Kirby recebeu um contrato que incluía termos desfavoráveis como uma proibição contra a retaliação legal. Quando Kirby se opôs, a administração recusou-se a negociar qualquer mudança de contrato. Kirby, embora estivesse ganhando 35 000 dólares por ano como freelancer para a empresa, posteriormente deixou a Marvel em 1970 para a rival DC Comics, sob o comando do diretor editorial Carmine Infantino.

## DC Comics e a saga do Quarto Mundo (1971–1975)
Kirby passou quase dois anos negociando um acordo para se mudar para a DC Comics, onde no final de 1970 assinou um contrato de três anos com uma opção por mais dois anos. Ele produziu uma série de títulos interligados sob o apelido Quarto Mundo, que incluiu uma trilogia de novos títulos - New Gods, Mister Miracle e Forever People - assim como o existente Superman's Pal Jimmy Olsen. Kirby escolheu o último título porque a série não tinha uma equipe criativa estável e ele não queria tirar o emprego de ninguém. Os três títulos de que Kirby criou tratavam de aspectos da mitologia que ele havia anteriormente tocado em Thor. New Gods estabeleceria esse novo mito, enquanto em Forever People, Kirby tentaria mitificar as vidas dos jovens que ele observava ao seu redor. O terceiro livro, o Mister Miracle, era mais um mito pessoal. O personagem-título era um escapologista, que Mark Evanier sugere que Kirby canalizou seus sentimentos de restrição. A esposa de Mister Miracle foi baseada na esposa de Kirby, Roz, e ele até caricaturou Stan Lee nas páginas da revista como Funky Flashman. O vilão central da série Quarto Mundo, Darkseid, e alguns dos conceitos do Quarto Mundo, apareceram em Jimmy Olsen antes do lançamento dos outros títulos do Quarto Mundo, dando aos novos títulos maior exposição a potenciais compradores. As figuras e os rostos do Superman e de Jimmy Olsen desenhados por Kirby foram redesenhados por Al Plastino e, mais tarde, por Murphy Anderson.
Uma tentativa de criar novos formatos para quadrinhos produziu as revistas em preto e branco one-shot Spirit World e In the Days ofthe Mob em 1971.
Mais tarde, Kirby produziu outras séries da DC, como OMAC, Kamandi,, The Demon, e Kobra, e trabalhou em séries existentes como "The Losers" em Our Fighting Forces. Juntamente com o ex-parceiro Joe Simon, pela última vez, ele trabalhou em uma nova encarnação do Sandman.  Kirby produziu três edições da antologia 1st Issue Special e criou Atlas The Great, um novo Manhunter, e Dingbats of Danger Street. Ele também desenhar a terceira edição de Richard Dragon, Kung Fu Fighter, roteirizada por Dennis O'Neil.
O assistente de produção de Kirby na época, Mark Evanier, relatou que as políticas da DC na época não estavam em sintonia com os impulsos criativos de Kirby, e que ele era frequentemente forçado a trabalhar em personagens e projetos dos quais não gostava. Enquanto isso, alguns artistas da DC não queriam Kirby lá, pois ele ameaçava seus cargos na empresa; Eles também tinham animosidades de uma disputa anterior com a Marvel e problemas legais com ele. Desde que ele estava trabalhando na Califórnia, eles foram capazes de minar seu trabalho através de redesigns no escritório de Nova York.

## Retorno para a Marvel (1976–1978)
Na convenção de quadrinhos Marvelcon 75, em 1975, Stan Lee usou um painel de discussão do Quarteto Fantástico para anunciar que Kirby estava voltando para a Marvel depois de ter saído em 1970 para trabalhar para a DC Comics.
De volta à Marvel, Kirby escreveu e desenhou a séries mensal Captain America, bem como o one-shot Captain America's Bicentennial Battle em formato treasury. Ele criou a série The Eternals, que apresentava uma raça de gigantes alienígenas inescrutáveis, os Celestiais, cuja intervenção nos bastidores da humanidade primordial acabaria por se tornar um elemento central da continuidade do Universo Marvel. Ele produziu uma adaptação e expansão do filme 2001: Uma Odisséia no Espaço, que na edição 8, surgiu o personagem Machine Man, um robô humanoide dotado de consciência, bem como uma tentativa fracassada de fazer o mesmo para a série de televisão clássica The Prisoner. Ele escreveu e desenhou Pantera Negra e desenhou numerosas capas através da linha.
Em abril de 1978, lançou Devil Dinosaur, a série narra as aventuras em tempos pré-históricos de um jovem antropoide montando um tiranossauro vermelho com quem fez amizade. A última colaboração de quadrinhos de Kirby com Stan Lee, The Silver Surfer: The Ultimate Cosmic Experience, foi publicada em 1978 como parte da série Marvel Fireside Books e é considerada a primeira graphic novel da Marvel.
Cinema e animações para a TV (1979–1980) Ainda insatisfeito com o tratamento dado pela Marvel a ele, e com uma oferta de emprego da Hanna-Barbera, Kirby deixou a Marvel para trabalhar em animação. Nesse campo, ele fez designs para Turbo Teen, Thundarr the Barbarian para a Ruby Spears e outras séries animadas para televisão. Ele trabalhou em uma série animada do Quarteto Fantástico para a DePatie-Freleng Enterprises, trabalhando novamente com o roteirista Stan Lee. Ele ilustrou uma adaptação do filme da Disney, The Black Hole, em uma tira de jornal distribuída pela Walt Disney's Treasury of Classic Tales entre 1979 e 1980.
Em 1979, Kirby desenhou os concepts para o argumento do produtor de cinema Barry Geller, adaptando o romance de ficção científica Lord of Light de Roger Zelazny, pelo qual Geller comprou os direitos. Em colaboração, Geller contratou Kirby para desenhar desenhos que seriam usados como renderizações arquitetônicas para um parque temático do Colorado a ser chamado Science Fiction Land; Geller anunciou seus planos em uma conferência de imprensa em novembro, na qual participaram Kirby, a ex-estrela do futebol americano Rosey Grier, o escritor Ray Bradbury e outros. Enquanto o filme não se concretizou, os desenhos de Kirby foram usados na operação "Canadian Caper" da CIA, no qual alguns membros da embaixada dos americana em Teerã, no Irã, durante a Crise de reféns e que graças a operação, conseguiram escapar do país, se passando por membros de uma equipe de filmagem de locação de um filme. Os eventos foram narrados no filme Argo de 2012, onde Kirby foi interpretado por Michael Parks.

## Anos finais (1981–1994)

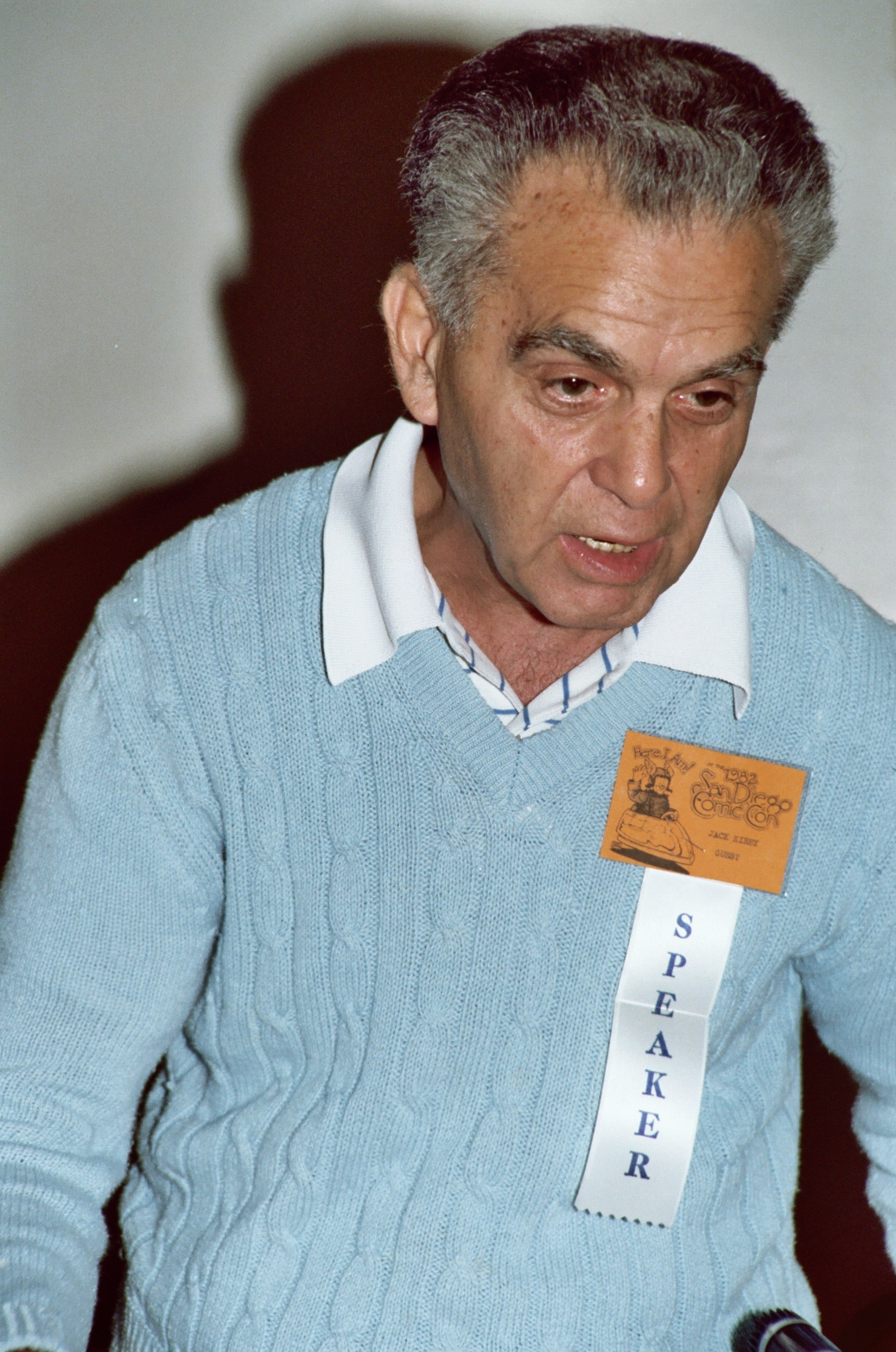
Jack Kirby na San Diego Comic-Con de 1982

No início da década de 1980, Kirby e Pacific Comics, uma nova editora de quadrinhos que não distribuía em bancas de jornais, fizeram um dos primeiros acordos do setor sobre séries criadas e controladas por seus criadores, resultando em Captain Victory and the Galactic Rangers, e a minissérie de seis edições Silver Star (mais tarde encadernadas em capa dura em 2007).  Isso, juntamente com ações semelhantes de outros editoras independentes de quadrinhos como Eclipse Comics (onde Kirby cocriou o personagem Destroyer Duck em uma série de quadrinhos em prestige format publicada para ajudar Steve Gerber a lutar contra uma ação legal contra a Marvel), ajudou a estabelecer um precedente para acabar com o monopólio do sistema de trabalho por encomenda, em que os criadores de quadrinhos, mesmo os freelancers, não tinham direitos sobre os personagens que criaram. Isso representou um momento decisivo, criando um precedente que ajudou outros autores a receber uma consideração semelhante por seu trabalho em quadrinhos. O nascimento da Image Comics (1992) tem suas raízes também neste episódio.
Em 1983, Richard Kyle contratou Kirby para criar uma tira autobiográfica de 10 páginas, "Street Code", que se tornou uma das últimas obras publicadas na vida de Kirby. Foi publicado em 1990, na segunda edição de um revival da revista pulp Argosy, de Kyle. Kirby continuou a fazer trabalhos periódicos para a DC Comics durante os anos 80, incluindo um breve renascimento de sua saga Quarto Mundo na minissérie de Super Powers de 1984 e 1985 e a graphic novel The Hungry Dogs de 1985. Os executivos da DC, Jenette Kahn e Paul Levitz, fizeram Kirby reprojetar os personagens do Quarto Mundo para a linha de brinquedos Super Powers, como uma maneira de lhe dar direitos sobre royalties para várias de suas criações para a DC.
Em 1985, Kirby e Gil Kane ajudaram a criar os concepts e designs da série animada de televisão da Ruby-Spears, The Centurions. Uma série de histórias em quadrinhos baseada no programa foi publicada pela DC e uma linha de brinquedos produzida pela Kenner. No crepúsculo de sua vida, Kirby passou um bom tempo brigando com os executivos da Marvel sobre os direitos de propriedade de seus quadros de página originais. Na Marvel, muitas dessas páginas de propriedade da empresa (devido a alegações de direitos autorais desatualizadas e legalmente duvidosas) foram distribuídas como brindes promocionais aos clientes da Marvel ou simplesmente roubadas dos depósitos da empresa. Após a aprovação da Lei de Direitos Autorais de 1976, que expandiu enormemente as capacidades de direitos autorais dos artistas, os editores de quadrinhos começaram a devolver a arte original aos criadores, mas no caso da Marvel apenas se assinassem um release reafirmando a propriedade dos direitos autorais da Marvel. Em 1985, a Marvel lançou um comunicado que exigia que Kirby afirmasse que sua arte foi criada por encomenda, permitindo que a Marvel mantivesse os direitos autorais perpetuamente, além de exigir que Kirby renunciasse a todos os royalties futuros. A Marvel ofereceu-lhe 88 páginas produzidas por ele (menos de 1% de sua produção total) se ele assinasse o acordo, mas reservou o direito de recuperar a arte se Kirby violasse o acordo. Depois que Kirby atacando publicamente a Marvel, chamando a empresa de bandida e alegando que eles estavam mantendo arbitrariamente suas criações, a Marvel finalmente retornou (após dois anos de deliberações) aproximadamente 1 900 ou 2 100 páginas dos estimados 10 000 a 13 000 produzidas por Kirby para a empresa.
Para o produtor Charles Band, Jack Kirby fez os concept para os filmes Doctor Mortalis e Mindmaster, que mais tarde seriam lançados como Doctor Mordrid (1992) e Mandroid (1993), respectivamente. Inicialmente, Doctor Modrid seria uma adaptação de um personagem da Marvel Comics, o Doutor Estranho.
Para a Topps Comics, fundada em 1993, Kirby manteve a posse de personagens usados em várias séries do que a empresa apelidou de "Kirbyverse". Esses títulos foram derivados principalmente de designs e concepts que Kirby mantinha em seus arquivos, alguns pretendidos inicialmente para a então extinta Pacific Comics, e então licenciados para a Topps para o que foi chamado de "Jack Kirby's Secret City Saga". Phantom Force foi a última história em quadrinhos que Kirby trabalhou antes de sua morte. A história foi coescrita por Kirby com Michael Thibodeaux e Richard French, baseada em oito páginas para uma história em quadrinhos de Bruce Lee que não foi usada em 1978. As edições 1 e 2 foram publicadas pela Image Comics com vários artistas da Image que arte-finalizaram os desenhos de Kirby. O número 0 e os números 3 a 8 foram publicados pela Genesis West, com Kirby fornecendo desenhos para os números 0 e 4. Thibodeaux forneceu a arte para os demais números da série depois da morte de Kirby.

## Propriedades de Jack Kirby

### Lançamentos subsequentes
Lisa Kirby anunciou no início de 2006 que ela e o co-roteirista Steve Robertson, com o desenhista Mike Thibodeaux, planejavam publicar através do selo Icon da Marvel Comics Icon uma minissérie de seis números,Jack Kirby's Galactic Bounty Hunters, com personagens e conceitos criados por seu pai. para o Captain Victory.  A série, roteirizada por Lisa Kirby, Robertson, Thibodeaux e Richard French, com desenhos de de Jack Kirby e Thibodeaux, e com arte-final de Scott Hanna e Karl Kesel, publicou cinco edições iniciais (setembro de 2006 a janeiro de 2007) e então uma última edição final (set. 2007).
A Marvel postumamente publicou uma história "perdida" do Quarteto Fantástico de Lee e Kirby, Fantastic Four: The Lost Adventure (abril de 2008), com páginas não usadas que Kirby havia originalmente desenhado para uma história parcialmente publicada em Fantastic Four #108 (março de 1971).
Em 2011, a Dynamite Entertainment publicou Kirby: Genesis, uma minissérie de oito edições do roteirista Kurt Busiek e dos desenhistas Jack Herbert e Alex Ross, com personagens pertencentes a Kirby, anteriormente publicados pela Pacific Comics e pela Topps Comics.

## Morte
Em 6 de fevereiro de 1994, Kirby morreu aos 76 anos de insuficiência cardíaca em sua casa em Thousand Oaks, Califórnia.  Ele foi enterrado no Pierce Irmãos Valley Oaks Memorial Park, Westlake Village, Califórnia.

## Legado
Kirby é conhecido popularmente entre os criadores e fãs de histórias em quadrinhos como um dos maiores e mais influentes artistas do gênero. Sua produção entrou para a história enquanto estimativas apontam que ele desenhou mais de 25 000 páginas, assim como tira de jornal e esboços. Ele também pintava, e trabalhou com inúmeras ilustrações para filmes de Hollywood.
O grupo de rock and roll Monster Magnet cita o impacto cultural de Kirby em sua música "Melt", que incluiu os versos, "I was thinking how the world should have cried/On the day Jack Kirby died."
O grupo Interzone, do percussionista de jazz Gregg Bendiam, gravou em 2001 um álbum em tributo a ele chamado Requiem for Jack Kirby.